# Championnats d'Amérique du Sud d'athlétisme espoirs 2010
Navigation
Édition précédente Édition suivante
La 4e édition des Championnats d'Amérique du Sud d'athlétisme espoirs s'est déroulée à Medellín du 20 au 23 mars 2010, dans le Complexe sportif Atanasio-Girardot.
Ces championnats faisaient partie des Jeux sud-américains 2010 organisés par l'ODESUR.

## Résultats

### Hommes
| Épreuve                                        | Or                                                                   | Or                  | Argent                                                             | Argent                | Bronze                                                                        | Bronze            |
| ---------------------------------------------- | -------------------------------------------------------------------- | ------------------- | ------------------------------------------------------------------ | --------------------- | ----------------------------------------------------------------------------- | ----------------- |
| 100 mètres (2,2 m/s) résultats détaillés       | Isidro Montoya Colombie                                              | 10 s 25w            | Álvaro Gómez Colombie                                              | 10 s 26w              | Diego Rivas Venezuela                                                         | 10 s 50w          |
| 200 mètres (1,3 m/s) résultats détaillés       | Arturo Ramírez Venezuela                                             | 20 s 99             | Luis Carlos Nuñez Colombie                                         | 21 s 05               | Rubens Quirino Brésil                                                         | 21 s 29           |
| 400 mètres résultats détaillés                 | Omar Longart Venezuela                                               | 46 s 09             | Hederson Estefani Brésil                                           | 46 s 85               | Helder Alves Brésil                                                           | 47 s 40           |
| 800 mètres résultats détaillés                 | Rafith Rodríguez Colombie                                            | 1 min 47 s 20 NR CR | Lutimar Paes Brésil                                                | 1 min 47 s 52         | Diomar de Souza Brésil                                                        | 1 min 50 s 14     |
| 1 500 mètres résultats détaillés               | Iván López Chili                                                     | 3 min 48 s 04       | Marvin Blanco Venezuela                                            | 3 min 49 s 65         | Mauricio González Colombie                                                    | 3 min 50 s 09     |
| 5 000 mètres résultats détaillés               | Mauricio González Colombie                                           | 14 min 23 s 35      | Javier Peña Colombie                                               | 14 min 27 s 62        | Víctor Aravena Chili                                                          | 14 min 45 s 85    |
| 10 000 mètres résultats détaillés              | Javier Peña Colombie                                                 | 30 min 04 s 78      | Daniel Silva Brésil                                                | 31 min 03 s 27        | Gilberto Lopes Brésil                                                         | 31 min 22 s 33    |
| 3 000 mètres steeple résultats détaillés       | Marvin Blanco Venezuela                                              | 9 min 11 s 63       | Luis Alberto Orta Venezuela                                        | 9 min 13 s 54         | Mauricio Valdivia Chili                                                       | 9 min 20 s 58     |
| 110 mètres haies (0,7 m/s) résultats détaillés | Jorge McFarlane Pérou                                                | 13 s 75 NR CR       | Jolver Lozano Colombie                                             | 14 s 26               | Javier McFarlane Pérou                                                        | 14 s 29           |
| 400 mètres haies résultats détaillés           | Juan Pablo Maturana Colombie                                         | 50 s 95             | Georni Jaramillo Venezuela                                         | 51 s 50               | Brayan Ambuila Colombie                                                       | 51 s 79           |
| Saut en hauteur résultats détaillés            | Diego Ferrín Équateur                                                | 2,18 m              | Carlos Izquierdo Colombie                                          | 2,09 m                | Simón Villa Colombie                                                          | 2,09 m            |
| Saut à la perche résultats détaillés           | Augusto Dutra de Oliveira Brésil                                     | 5,00 m              | Cléber Silva Brésil                                                | 4,80 m                | Rubén Benítez Argentine                                                       | 4,70 m            |
| Saut en longueur* résultats détaillés          | Jorge McFarlane Pérou                                                | 8,09 m CR (1,8 m/s) | Jhamal Bowen Panama                                                | 7,97 m =AJR (1,5 m/s) | Javier McFarlane Pérou                                                        | 7,62 m (1,0 m/s)  |
| Triple saut résultats détaillés                | Robin Mosquera Colombie                                              | 16,27 m (0,3 m/s)   | Jean Rosa Brésil                                                   | 16,22 m (3,2 m/s)     | José Adrián Sornoza Équateur                                                  | 16,02 m (1,3 m/s) |
| Lancer du poids résultats détaillés            | Eder César Moreno Colombie                                           | 18,46 m             | Nicolás Martina Argentine                                          | 17,67 m               | Michael Putman Pérou                                                          | 17,48 m           |
| Lancer du disque résultats détaillés           | Andres Rossini Argentine                                             | 56,28 m             | Michael Putman Pérou                                               | 51,53 m               | Nicolás Martina Argentine                                                     | 50,37 m           |
| Lancer du marteau résultats détaillés          | Allan Wolski Brésil                                                  | 61,17 m             | Prinston Quailey Venezuela                                         | 58,16 m               | Guillermo Braulio Équateur                                                    | 55,93 m           |
| Lancer du javelot résultats détaillés          | Víctor Fatecha Paraguay                                              | 73,22 m             | Lucas da Silva Brésil                                              | 65,30 m               | Tomás Guerra Chili                                                            | 63,93 m           |
| Décathlon résultats détaillés                  | Diego de Araújo Brésil                                               | 7 204 pts           | Pedro Lima Brésil                                                  | 7 020 pts             | Damián Benedetich Argentine                                                   | 6 835 pts         |
| 20 km marche résultats détaillés               | Mauricio Arteaga Équateur                                            | 1 h 30 min 12 s 1   | Omar Sierra Colombie                                               | 1 h 30 min 58 s 0     | Caio Bonfim Brésil                                                            | 1 h 33 min 05 s 1 |
| Relais 4 × 100 mètres résultats détaillés      | Colombie Isidro Montoya Luis Carlos Núñez Álvaro Gómez Diego Gallego | 39 s 85             | Venezuela Omar Longart Arturo Ramírez Álvaro Cassiani Diego Rivas  | 40 s 22               | Brésil Gustavo dos Santos Rubens Quirino Helder Alves Jonathan Henrique Silva | 40 s 60           |
| Relais 4 × 400 mètres résultats détaillés      | Venezuela Rubén Headly Georni Jaramillo Arturo Ramírez Omar Longart  | 3 min 06 s 53 CR    | Brésil José Oliveira Hederson Estefani Henrique Souza Helder Alves | 3 min 07 s 11         | Colombie Juan Pablo Maturana Brayan Ambuila Javier Palacios Rafith Rodriguez  | 3 min 09 s 03     |

* Jhamal Bowen de Panama, remporte la médaille d'argent lors du saut en longueur mais sa médaille n'est pas valable pour les Jeux Sud-américains puisque sa nation ne l'a pas inscrit dans la section athlétisme de ces Jeux.